# Epigelasma holochroa
Epigelasma holochroa är en fjärilsart som beskrevs av Claude Herbulot 1972. Epigelasma holochroa ingår i släktet Epigelasma och familjen mätare. Inga underarter finns listade i Catalogue of Life.